# Yuna Sato
Pour les articles homonymes, voir Sato.
Pas d'image ? Cliquez ici

a Compétitions nationales et continentales officielles uniquement.

b Matchs officiels uniquement.
Yuna Sato (佐藤 優奈, Satō Yuna), née le 11 septembre 1998 à Ōsaki (Japon), est une joueuse internationale japonaise de rugby à XV évoluant au poste de deuxième ligne. Elle joue au Tokyo Sankyu Phoenix (ja).

## Biographie
Yuna Sato naît le 11 septembre 1998.
En 2022, elle joue pour le club des Tokyo Sankyu Phoenix (ja). Elle a sept sélections en équipe du Japon quand elle est retenue en septembre 2022 pour disputer la Coupe du monde en Nouvelle-Zélande.
En juillet 2025, comptant désormais 23 capes en équipe nationale, elle est à nouveau retenue pour la Coupe du monde.

## Palmarès
- Vainqueur du Championnat du Japon en 2023, 2024 et 2025